# 福原朝広
福原 朝広（ふくばら ともひろ）は、南北朝時代から室町時代の武将。安芸国の国人、福原氏当主。

## 生涯
応永21年（1414年）、父・広世から家督を継ぐ。応永26年（1419年）、毛利宗家と一族の庶家が対立した際に、朝広は父の広世とともに毛利光房留守中の吉田郡山城に籠る小法師丸を保護し、庶家一族の攻撃を防いだ。その後も朝広は他の庶家と毛利宗家との対立の中で、終始毛利宗家に協力し、絶対の信頼関係を築くことに成功した。
永享7年（1435年）、家督を子の広俊に譲り、同年中に死去した。

## 参考資料
- 萩藩閥閲録
- 秋山伸隆『戦国大名毛利氏の研究』